# NGC 3172
NGC 3172 (другие обозначения — MCG 15-1-11, NPM1G +89.0003, ZWG 370.8B, ZWG 370.2A, PGC 36847, Polarissima Borealis) — галактика в созвездии Малой Медведицы. Ближайший объект «Нового общего каталога» к северному полюсу мира. Галактику в 1831 году открыл Джон Гершель. Объект расположен на расстоянии около 285 миллионов световых лет от Млечного Пути, а диаметр галактики составляет около 85 тысяч световых лет.
В марте 2010 года в галактике наблюдалась вспышка сверхновой типа Ia, SN 2010af. Её спектр был похож на спектр сверхновой SN 1991bg.
Этот объект входит в число перечисленных в оригинальной редакции «Нового общего каталога».